# 군마 은행
군마 은행(群馬銀行 군마긴코[*])은 일본의 지방은행이다. 군마현을 주된 영업 지역으로 하고 있다.